# Reino de Yugoslavia
El Reino de Yugoslavia, que sucedió al Reino de los Serbios, Croatas y Eslovenos, fue un Estado situado en la península balcánica que existió desde el 3 de octubre de 1929 al 2 de diciembre de 1945. Compuesto por las siguientes siete provincias: Eslovenia, Bosnia y Herzegovina, Serbia, Montenegro, Macedonia, Croacia y Eslavonia.
El nuevo nombre del Estado era en realidad común ya antes de su institución oficial, siendo este poco usado fuera del ámbito oficial. Provenía del serbocroata Jug (sur) y Slavija (territorio eslavo), término por el que se designaba desde el siglo xix a los eslavos del sur, aunque normalmente sin incluir a los búlgaros.
La existencia del reino se divide políticamente en cuatro fases diferenciadas: la dictadura real de Alejandro I de Yugoslavia, la regencia de su primo Pablo tras el asesinato de aquel, el corto Gobierno del general Dušan Simović, que derrocó al regente, y la guerra mundial, durante la que el país quedó desmembrado y el reino solamente existió formalmente. El asunto que dominó principalmente la política yugoslava fue la forma de Estado y los intentos de resolución de los conflictos nacionalistas entre las distintas comunidades del país, en especial el descontento croata por la falta de autonomía respecto del Gobierno central. Durante la dictadura y parte de la regencia, el Gobierno trató de unificar por la fuerza el país y acabar con los regionalismos imponiendo un nacionalismo yugoslavo unificador, sin éxito. Únicamente en vísperas del estallido de la Segunda Guerra Mundial se logró alcanzar un acuerdo reformista entre el regente Pablo y el dirigente croata Vladko Maček que no se pudo aplicar en su totalidad y dejó muchos descontentos. 
En política internacional, el país mantuvo sus alianzas favorables a los vencedores de la Primera Guerra Mundial (en especial con Francia), entre los que se contaba, pero, desde mediados de la década de 1930, fue estrechando relaciones, especialmente económicas, con las potencias fascistas. Muy dependiente del comercio con estas y de sus pertrechos, al estallar la guerra declaró su neutralidad. Fue quedando rodeada por naciones hostiles aliadas con Italia y Alemania, que aumentaron su presión sobre Yugoslavia para que se uniese a ellas, cosa que acabó haciendo ante la falta de ayuda aliada en marzo de 1941, aunque de manera condicional. El disgusto de parte del Ejército y de la población por la alianza con los italo-germanos llevó a un golpe de Estado que acabó con la regencia y precipitó en pocos días la invasión del país, que no se pudo evitar. El Gobierno real partió al exilio en Gran Bretaña y el país fue dividido por los invasores, manteniendo su unidad solamente de manera formal y por la negativa de los Aliados a reconocer el reparto del territorio por el Eje.
Económicamente el reino comenzó con una dura depresión económica debido a la crisis agrícola mundial de finales de la década de 1920 y la llegada de la Gran Depresión a Yugoslavia. A mediados de la década siguiente se produjo una cierta recuperación y mejora de la situación en el campo y de desarrollo de la industria, aunque no fue suficiente para mejorar de manera notable el nivel de vida de la población, que crecía rápidamente. Los preparativos para la guerra volvieron a empeorar las condiciones de vida de la población y la economía nacional, muy dependiente del Eje.

## Antecedentes
Las tensiones entre el nacionalismo serbio (envalentonado por el carácter centralista del Estado) y el croata, acostumbrado a la política obstruccionista de oposición, estallaron con el asesinato en el Parlamento del reino del líder del Partido Campesino Croata por parte de un diputado montenegrino. El sistema parlamentario fue incapaz de resolver los problemas políticos del país. El último gobierno democrático, una coalición de cuatro partidos presidida por el esloveno Anton Korošec, presentó la renuncia al soberano en diciembre de 1928; Korošec confesó que los miembros de la coalición no veían manera de poner fin a la oposición del Partido Campesino Croata (PCC). Para abandonar esta, el PCC exigía una reorganización federal del Estado. Ello llevó al rey a clausurar el Parlamento y asumir el gobierno del país de una manera dictatorial a partir del 6 de enero de 1929. La Constitución de Vidovdan fue abolida y los partidos políticos, prohibidos. Sin embargo, esto únicamente reavivó las tensiones. 
Además del grave problema político la dictadura heredó del anterior periodo de gobierno parlamentario un creciente problema de superpoblación rural, debido al rápido aumento de la población y la falta de empleo fuera de la agricultura para absorberlo. De alrededor de 14 millones de habitantes en 1931, cerca de 9,2 millones vivían de la agricultura. Abundaba el pequeño propietario que, a pesar de poseer tierras, no era capaz de sobrevivir con su producción. Alrededor de un tercio de la superficie del país era bosque, siendo la industria maderera y de derivados la principal del país y su principal exportación; esta amplitud de los bosques limitaba la cantidad de tierras disponibles para el cultivo de una la población que se multiplicaba. La cantidad de territorio dedicado al cultivo extensivo impedía lograr empleo para todos los campesinos, mayoritariamente pequeños propietarios, y mantenía su nivel de vida bajo.

## La dictadura real (1929-1934)

### Política interior

#### Comienzo popular
Por decreto real del 6 de enero de 1929, el rey abolió la Constitución de Vidovdan y todos los derechos que contenía. Promulgó además otra ley, la de defensa del Estado, que reforzaba las medidas anticomunistas aprobadas en 1921 y prohibía la oposición al nuevo régimen. Los partidos políticos fueron disueltos y sus periódicos clausurados, quedando prohibida la formación de nuevas organizaciones políticas basadas en regiones, religiones o nacionalidad. Los cargos de las administraciones locales fueron relevados por representantes nombrados por el nuevo Gobierno. El rey Alejandro tomó para sí los poderes del Estado, nombrando un nuevo Gobierno que solamente era responsable ante él, acabando así el periodo de gobierno parlamentario. El monarca indicó, sin embargo, que la dictadura sería temporal y solo la había implantado por la crisis del país. La proclamación de la dictadura y la abolición de la Constitución centralista fue recibida al comienzo con alivio y satisfacción por la población. El primer ministro elegido por el monarca fue el jefe de la guardia real, el general Petar Živković, allegado del rey, mientras que los ministros eran antiguos políticos veteranos de todas las principales formaciones políticas, que ingresaron en el Gobierno generalmente sin su respaldo (salvo Korosec). La maniobra del rey no fue mal recibida en el extranjero, donde se deseaba acabar con la inestabilidad en el país ni al principio por la oposición, que se alegró de la abolición de la odiada Constitución de Vidovdan y de las promesas del soberano de comenzar un nuevo proceso político. Las primeras expresiones contrarias a la dictadura real provinieron de algunos partidos serbios, los demócratas y los agrarios de izquierdas, que trataron en vano de cooperar con el Partido Campesino Croata. Entre las primeras medidas del Gobierno real estuvieron la implantación de la censura y la creación de un tribunal especial dedicado a juzgar delitos políticos.
El 3 de octubre de 1929, el país pasó a llamarse oficialmente Yugoslavia y se cambió la ordenación territorial, creándose nueve nuevas provincias (las banovinas), que sustituyeron a las treinta y tres unidades administrativas vigentes desde 1924, de inspiración francesa. Las unidades tenían su base en motivos económicos y políticos —el intento de aniquilación de los regionalismos—. Los gobernadores provinciales eran nombrados por decreto real y respondían únicamente ante el rey. Fue entonces cuando Vladko Maček, dirigente del Partido Campesino Croata, pasó a oponerse a la dictadura real. Las nuevas unidades administrativas (banovinas) no contaron, empero, con autonomía.
| \| Banovina \| Capital \| Población \| Superficie \| \| -------------------- \| ---------- \| --------- \| ---------- \| \| Banovina del Drava \| Liubliana \| 1 040 000 \| 15 936 \| \| Banovina del Sava \| Zagreb \| 2 320 000 \| 36 897 \| \| Banovina del Vrbas \| Bania Luka \| 850 000 \| 20 558 \| \| Banovina del Litoral \| Split \| 800 000 \| 19 417 \| \| Banovina del Drina \| Sarajevo \| 1 400 000 \| 29 273 \| \| Banovina de Zeta \| Cetiña \| 740 000 \| 32 322 \| \| Banovina del Danubio \| Novi Sad \| 2 100 000 \| 25 721 \| \| Banovina del Morava \| Niš \| 1 200 000 \| 25 721 \| \| Banovina de Vardar \| Skopie \| 1 405 000 \| 39 566 \| |            |           |            |
| Banovina | Capital    | Población | Superficie |
| Banovina del Drava | Liubliana  | 1 040 000 | 15 936     |
| Banovina del Sava | Zagreb     | 2 320 000 | 36 897     |
| Banovina del Vrbas | Bania Luka | 850 000   | 20 558     |
| Banovina del Litoral | Split      | 800 000   | 19 417     |
| Banovina del Drina | Sarajevo   | 1 400 000 | 29 273     |
| Banovina de Zeta | Cetiña     | 740 000   | 32 322     |
| Banovina del Danubio | Novi Sad   | 2 100 000 | 25 721     |
| Banovina del Morava | Niš        | 1 200 000 | 25 721     |
| Banovina de Vardar | Skopie     | 1 405 000 | 39 566     |

Mapa de las provincias del Reino de Yugoslavia entre 1929 y 1941.

El 4 de julio de 1930, el soberano manifestó su intención de no volver a instaurar la antigua ordenación territorial y de no permitir el regreso a la política de los antiguos partidos.
En los primeros meses, la dictadura llevó a cabo medidas que se consideraban necesarias y urgentes. Se creó un Banco Agrario (15 de agosto de 1929, se reorganizó la administración, inflada por el favoritismo, y se unificaron las leyes, medidas que el Parlamento no había logrado aprobar desde la independencia. Se redujo parcialmente también la opresión militar en Macedonia. La corrupción administrativa se redujo efímeramente, aunque los nuevos ministros siguieron colocando a sus partidarios en puestos gubernamentales.

#### Decadencia de la dictadura
A los pocos meses, sin embargo, quedó manifiesta su falta de un programa claro y la aparición de la Gran Depresión acentuó las dificultades del régimen. La agudización de la crisis económica, que ya había comenzado en la agricultura en 1927 con la continua rebaja de los precios de sus productos, empobreció a la mayoría de la población, campesina. La bajada de los precios de las principales exportaciones yugoslavas (productos agrícolas y materias primas) perjudicó a la balanza de pagos. El creciente proteccionismo de los países industrializados —destino de sus exportaciones— en la nueva década menoscabó el comercio exterior del país. La situación económica comenzó a deteriorarse notablemente en 1931, con la imposibilidad de emigrar y la continua retirada de los créditos a corto plazo al país, que había comenzado el año anterior.
El 3 de septiembre de 1931, en parte para facilitar la obtención de un crédito internacional que paliase la penuria económica, el régimen promulgó una nueva Constitución. El régimen trataba también con esta medida de ganar popularidad e intentar prevenir un derrocamiento del régimen como el sucedido en esa época en España, que había acabado con la monarquía. A pesar de garantizar los derechos individuales, contenía severas limitaciones políticas: concedía gran poder al Gobierno y al rey, las elecciones parlamentarias dejaban de realizarse mediante voto secreto y la mitad del Senado era escogida por el monarca. El gabinete seguía siendo responsable únicamente ante el rey, que podía cambiarlo a voluntad. El artículo 116 le otorgaba poderes extraordinarios en situaciones de emergencia.
El rey había conseguido la destrucción temporal de los antiguos partidos políticos, ninguno de ellos nacional, pero había sido incapaz de sustituirlos con otras formaciones políticas, formándose un vacío en la política yugoslava en la que el monarca gobernaba apoyándose fundamentalmente en el Ejército y la burocracia. En especial, la dictadura había desbaratado los partidos serbios, al tiempo que reforzó involuntariamente a los principales croata, esloveno y bosníaco. Mientras, a pesar de las proclamas reformistas, se mantenían las políticas centralizadoras que habían disgustado a los regionalistas. La oposición, sin embargo, tenía graves desavenencias: el  Partido Campesino Croata deseaba dar prioridad a la reforma territorial del Estado para implantar un sistema federal que reconociese los derechos políticos croatas, mientras que las formaciones serbias preferían en general comenzar por restaurar la democracia parlamentaria.
El Estado se había convertido en un Estado policial, con nula independencia del poder judicial respecto de la dictadura y abundancia de juicios políticos contra la oposición (nacionalistas croatas y macedonios o comunistas). Se instituyó un régimen de terror político y represión. No existía libertad de prensa ni de expresión. En el otoño de 1930, perdió el apoyo del esloveno Anton Korošec, quedando aún más en evidencia el verdadero carácter centralista serbio del régimen. El descontento con el gobierno real era amplio, tanto política (falta de acuerdos con el nacionalismo croata, pérdida de libertados políticas) como en economía (crisis económica).

El general Petar Živković, jefe de la guardia real y mano derecha del rey Alejandro, encabezó el Gobierno de la dictadura real hasta que el régimen comenzó a necesitar pactar con la oposición en 1932.

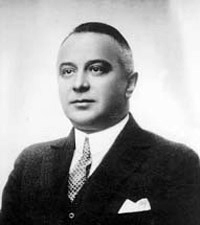
Milan Srškić, destacado político de la dictadura real, sucedió a Živković a los pocos meses de su relevo, agravando la situación del régimen con su política represiva e incapacidad para entenderse con la crecida oposición.

A pesar de la promulgación de la nueva Constitución de 1931, las libertades quedaron suprimidas y los nuevos Cámara Baja y Senado fueron elegidos por el régimen, sin voto secreto. La ley electoral promulgada poco después que la Constitución establecía también una nueva manera de distribuir los escaños: el partido con mayoría obtenía dos tercios de los mismos más la parte proporcional a sus votos del otro tercio, asegurando así una cómoda mayoría al vencedor de las elecciones, evitando la anterior necesidad de coaliciones. La ley permitía la formación de partidos políticos, pero prohibía que estos se opusiesen al orden político y social del Estado, que fuesen confesionales, que defendiesen una cierta región o cultura o que fuesen contrarios a la unidad yugoslava. La oposición, considerando que la maniobra del Gobierno era una farsa, decidió no participar en las elecciones al Parlamento, que se celebraron en noviembre de 1931 con la única participación de la lista gubernamental, encabezada por Živković. En diciembre, para tratar de aumentar el respaldo al régimen, se creó una formación política que le sirviese de base, el Partido Nacional Yugoslavo, en la que se concentraron principalmente Radicales de derecha, disidentes de casi todos los antiguos partidos y oportunistas. Aunque la reforma política y las elecciones no habían servido para legitimar el régimen, la oposición seguía dividida, fundamentalmente por las ambiciones nacionalistas croatas de Maček, que rehusaba el resto de partidos contrarios a la dictadura real.
Incluso el Parlamento elegido por el régimen acabó oponiéndose a sus manejos y el rey trató de reconciliarse con la oposición política ya en 1932. Los contactos con dirigentes croatas no fructificaron, pues estos estaban convencidos de que la debilidad del rey les permitiría alcanzar sus objetivos políticos sin pactar. El general Živković fue relevado en abril de 1932 al frente del Gobierno por Vojislav Marinković, distinguido político y antiguo ministro de Asuntos Exteriores, que debía dar una imagen más cosmopolita al régimen y hacerlo menos militar. Formó un nuevo partido, el Partido Democrático Campesino Radical, como apoyo al régimen pero, enfermo y aislado políticamente, demasiado reformista incluso para el rey, fue sustituido el 2 de julio de 1932 por Milan Srškić, antiguo Radical, ministro del Interior del cesante y contrario a las promesas de liberalización política realizadas por este. Eminencia de los anteriores gabinetes de la dictadura en la que había desempeñado diversos puestos ministeriales, se había ganado numerosos enemigos entre los opositores por sus medidas. Su Gobierno duró año y medio y acentuó la tensión con la oposición y la represión. La oposición, viendo decaer el prestigio del Gobierno, presentó dos manifiestos de reforma en el invierno de 1932-1933. En el extranjero, los ustachas aumentaron la agitación contra el régimen y su defensa de la independencia croata, cometieron atentados terroristas e intentaron vanamente desencadenar una revuelta del país en septiembre, que fue reprimida con dureza.
El Gobierno respondió moderando ligeramente los requisitos electorales pero, a la vez, decidiendo juzgar a destacados dirigentes de la oposición, como Maček o Korošec, medida que incluso la oposición serbia condenó. Durante 1933 la situación continuó agravándose, negándose el Gobierno a legalizar a los Radicales y a los socialdemócratas.
La creciente penuria económica del campesinado llevó a la aprobación de diversas medidas en 1932: en abril se decidió la moratoria de los pagos de sus deudas y su reducción. En el verano la crisis bancaria eliminó el crédito y la imposición de un estricto control del comercio exterior casi acabó con este, cercenando además el escaso crédito proveniente del exterior. Los precios agrícolas llegaron al mínimo en 1933-1934 y el año siguiente el Gobierno hubo de devaluar un tercio la divisa.
El 27 de enero de 1934, Srškić fue relevado por el veterano Radical Nikola Uzunović, presidente del partido gubernamental y símbolo del agotamiento del gobierno real. El cambio de primer ministro señaló la intención del rey de tratar de reconciliarse con parte de la oposición a la dictadura ante su creciente aislamiento, la crisis económica, la falta de avances en los problemas políticos, y el deterioro de la situación internacional.
En el exilio se encontraban fundamentalmente dos grupos opositores, croatas y macedonios. Los primeros se dividían en tres agrupaciones principales: los seguidores de Stjepan Radić, los conservadores reaccionarios partidarios de la restauración de los Habsburgo y los terroristas y ultranacionalistas de la nueva formación ustacha de Ante Pavelić. Esta última contaba con el apoyo de Hungría e Italia, revisionistas. Los macedonios se dividían entre los terroristas de la ORIM y los autonomistas.
Ante el fracaso interno y las amenazas externas, el soberano comenzó el desmantelamiento de la dictadura real a finales del verano de 1934. En enero ya había relevado al duro Srškić por el veterano Uzunović, más moderado, y en septiembre, antes de su visita a Bulgaria y a Francia, prometió a Maček su pronta liberación y el comienzo de negociaciones. El 9 de octubre de 1934, el proceso se detuvo temporalmente cuando un guerrillero macedonio contratado por el nacionalismo croata ustacha asesinó al rey Alejandro y al ministro de Asuntos Exteriores francés en Marsella. Para entonces la dictadura real, represiva y cruenta, era un fracaso palpable que no había resuelto los problemas que se había planteado (políticos, económicos y sociales) en 1929. La muerte del rey, no obstante, no produjo la desintegración que sus autores esperaban lograr, uniéndose el país temporalmente ante la amenaza exterior. El monarca había logrado, sin embargo, reforzar la postura de los nacionalistas croatas, mientras había destruido las formaciones políticas serbias.

### Política exterior
Durante el reinado de Alejandro se mantuvo la preferencia por la alianza con Francia y la Pequeña Entente.
A partir de 1933, con la llegada al Gobierno de Hitler y más aún en 1934, con la guerra civil en Austria en febrero, la firma de los Protocolos de Roma por vecinos hostiles y el intento de anexión forzosa de Austria en julio con el asesinato del canciller Dollfuss, Yugoslavia vio cómo empeoraba la situación internacional.
Al final de su reinado, Alejandro logró comenzar un acercamiento a la vecina Bulgaria, con la que mantenía una dura rivalidad por la posesión de Macedonia. Esta mejora de relaciones produjo la eliminación de las bandas armadas que, con base en Bulgaria, atacaban territorio yugoslavo y habían tenido gran influencia en la política búlgara. En febrero de 1934 el país se había unido también a la Entente de los Balcanes, organización que reunió a casi todos los países de la región con el objetivo de aumentar la cooperación entre ellos, pero que excluyó a Bulgaria, que se negó a renunciar a sus reclamaciones territoriales, y a Albania.
El viaje en el que el rey fue asesinado en octubre de 1934 era parte de su esfuerzo por lograr una red de alianzas regionales favorables a Francia que formase un contrapeso a la que Mussolini estaba formando también en la región. El ministro Barthou, asesinado junto al monarca en Marsella, había visitado Belgrado en junio y el viaje real era el resultado de esta y tenía como objetivo la continuación de las conversaciones franco-yugoslavas.
El comercio exterior no favorecía la política de alianzas yugoslava, siendo mucho mayor con sus teóricos enemigos que con sus aliados. Las principales exportaciones del país, que decayeron enormemente durante la Gran Depresión (de ocho millardos de dinares a tres entre 1928 y 1933), consistían principalmente en madera, productos agrícolas y ganaderos y minerales. Frente a la posición sustancialmente estable del resto de productos en proporción de las exportaciones yugoslavas, la venta de minerales aumentó notablemente a lo largo de la década como consecuencia de la preparación para la guerra de los importadores, principalmente Alemania. La importancia de Italia, grande al comienzo del periodo, decayó rápidamente tras la participación del país en las sanciones aprobadas por la Sociedad de Naciones por el ataque italiano a Etiopía.
El Gobierno también se opuso a la participación de voluntarios en la guerra civil española, amenazando con retirar la ciudadanía yugoslava a todo aquel que tomara parte, prohibiendo el reclutamiento o la expedición de visados a España (marzo de 1937). No obstante, mil setecientos brigadistas yugoslavos tomaron parte en favor de la II República Española, y al finalizar el conflicto no se permitió regresar a los supervivientes, que tuvieron que hacerlo de manera ilegal. Varios cientos de voluntarios fueron internados en Francia tras la guerra por la pérdida de nacionalidad aprobada por el Gobierno de Stojadinovic. Los veteranos supervivientes de la guerra española formaron el núcleo del movimiento partisano durante la guerra mundial. Preocupado por el posible efecto desestabilizador del conflicto español en Yugoslavia, el Gobierno trató de ignorarlo, de censurar la información sobre el conflicto y de adoptar una posición de neutralidad, cada vez más favorable al bando franquista.

## La regencia (1934-1941)

### Política interior

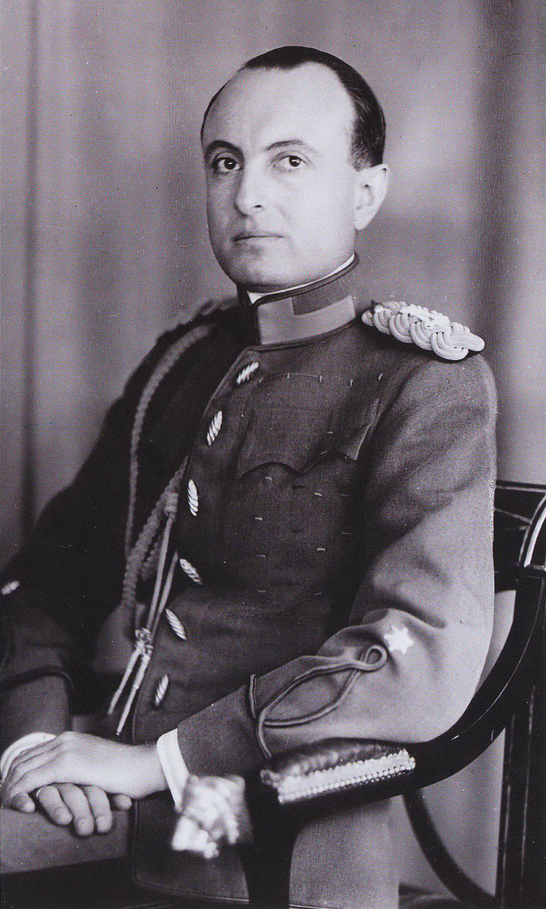
El principal regente yugoslavo, el príncipe Pablo, trató de reformar la dictadura heredada de su hermano y alcanzar un acuerdo con la oposición, resolviendo el problema de la oposición croata a la estructura del Estado, mientras que en el exterior trataba de frenar la presión alemana, sin poder evitar entrar finalmente en la Segunda Guerra Mundial.

A Alejandro le sucedió en el trono su hijo Pedro II, pero al ser menor de edad, asumió la regencia su tío el príncipe Pablo junto con otros dos regentes de menor peso.
| Elecciones (5-5-1935) % de votos |
| |
| Según Rothschild, p. 249. GOB Partido gubernamental (303 escaños) OPO Partidos de oposición unida (67 escaños) LJO Lista de Ljotić (0 escaños) MAK Lista de Maksimović (0 escaños) |

La dictadura había fracasado claramente en su intento de acabar con la resistencia croata al Estado, reforzando esta posición a la vez que destruía las estructuras políticas serbias, debilitando sus partidos. El régimen, a pesar de su ruina, se negó a realizar cambios sustanciales en las leyes del país escudándose en la minoría de edad del rey. Esto reforzó todavía más a los extremistas, tanto croatas como serbios. El príncipe mantuvo una postura contraria a la reforma política y económica, pero se mostró dispuesto a tratar de lograr un acuerdo con el HSS.
Tras un intento del primer ministro Nikola Uzunović de formar un gabinete únicamente con sus partidarios serbios, frustrado por el regente, aquel dimitió (20 de diciembre de 1934). La regencia encargó formar el Gobierno al ministro de Asuntos Exteriores y hombre de confianza del rey Alejandro, Bogoljub Jevtić.
Jevtić comenzó su gobierno con medidas moderadas, incluyó ministros no serbios en el gabinete, prometió elecciones libres y liberó al principal dirigente de la oposición, el líder del Partido Campesino Croata, Vladko Maček. Declaró además su intención de llevar a cabo una descentralización progresiva de la administración. En las elecciones de mayo de 1935, presentó candidatos en todas las circunscripciones, a pesar de su formación solo tenía un respaldo real en los antiguos territorios serbios, logrando una mayoría de votos y de escaños gracias a la ley electoral, a pesar de las quejas de la oposición, que denunció los comicios por amañados. La oposición se había presentado unida con Maček como candidato. Los comicios fueron en realidad una victoria moral de la oposición, logrando derrotar a varios ministros del gabinete y venciendo en ciertos distritos importantes a pesar de la intimidación gubernamental.
La oposición se negó a acudir al parlamento y, cuando en este comenzó una campaña de duros ataques a Maček el regente Pablo logró la caída del gabinete de Jevtić favoreciendo la dimisión del ministro de Defensa, el general Petar Živković, de los ministros no serbios y del prestigioso ministro de finanzas, Milan Stojadinović. El regente deseaba evitar la vuelta a las disputas parlamentarias que habían llevado a la proclamación de la dictadura en 1929. Consultó con Maček, que recomendó la celebración de nuevas elecciones, pero prefirió en vez de ello nombrar un nuevo Gobierno.

#### El Gobierno de Stojadinović
Maček se mostró entonces dispuesto a permitir un Gobierno encabezado por Stojadinović, ministro de Finanzas del Gobierno anterior, y a participar en el parlamento si se cambiaba la ley electoral y se garantizaba la libertad en las votaciones. El nuevo Gobierno de Stojadinović (24 de junio de 1935 incluyó al principal político esloveno, Anton Korošec y al bosniaco Mehmed Spaho, coaligado con Maček en las anteriores elecciones. Contenía además cuatro croatas, sin afiliación a ningún partido político. Se deshizo de la mayoría de los políticos identificados con la dictadura, sustituyéndolos por tecnócratas o políticos ajenos al régimen de Alejandro. El Gobierno comenzó por relajar la censura, amnistiar a miles de presos políticos, moderó el terror y permitió la instalación de una estatua del asesinado Stjepan Radić en Zagreb.
En menos de dos meses, Stojadinović remozó el partido gubernamental creando la Unión Radical Yugoslava (JRZ), amalgama de Radicales, Populistas eslovenos y JMO. La formación debía servir como cimiento del poder del primer ministro, que en diciembre de 1935 se deshizo de parte de los antiguos dirigentes Radicales de la JRZ que creían poder manipularle. El 6 de marzo de 1936 salió ileso y reforzado de un intento de asesinato en el Parlamento. Los antiguos cargos de la dictadura formaron entonces una coalición opositora que no debilitó a Stojadinović, sino que le dio un aura de renovación frente a esta. El bloque opositor principal con Maček a la cabeza siguió sin acudir a las cortes, facilitando los planes del primer ministro. Los diversos intentos para llegar un acuerdo sobre el problema croata no fructificaron.

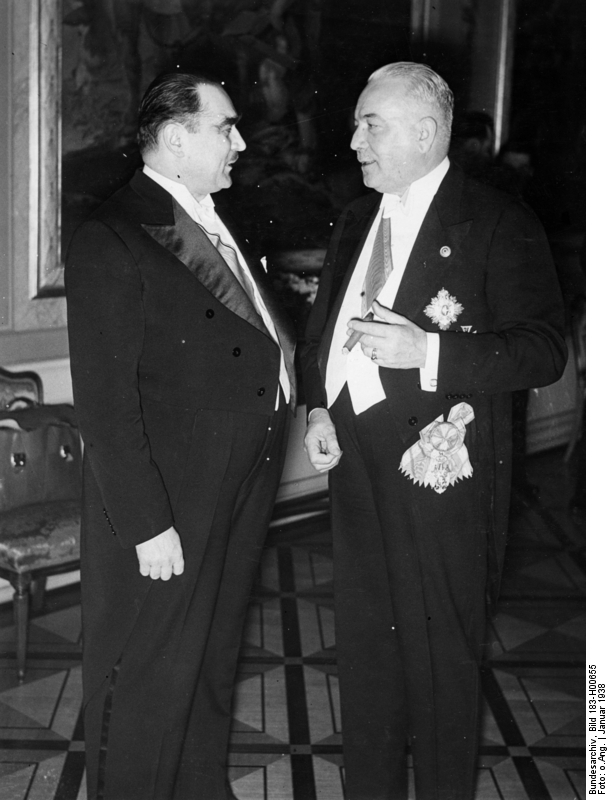
Milan Stojadinović con el ministro de Asuntos Exteriores alemán Konstantin von Neurath, poco antes de ser destituido como primer ministro. Stojadinović realizó un acercamiento a las potencias fascistas, principal socio comercial yugoslavo y modelo del primer ministro.

Tras afianzarse así en el gobierno, Stojadinović comenzó a realizar reformas, aliviando el grave problema de las deudas de los campesinos en septiembre de 1936. Se realizaron además medidas de apoyo a los labradores como la implantación de seguros agrarios, construcción de silos y otras obras públicas, creación de institutos de investigación agrícola, etc. Esta política, las buenas cosechas de esos años y la disposición alemana a absorber gran parte de la producción agrícola yugoslava dieron gran prestigio al primer ministro entre los campesinos. El desarrollo agrícola no bastó, sin embargo, para acabar con el problema de la superpoblación rural. Durante su Gobierno se respaldó también la industrialización del país y comenzó a desarrollar rápidamente la minería. La balanza de pagos comenzó a ser positiva y el presupuesto nacional tuvo superávit.
A finales de 1936, la oposición al régimen parecía contar con la abrumadora mayoría de los antiguos súbditos austrohúngaros. El primer ministro había conseguido una victoria en las elecciones municipales de diciembre de 1936, pero los distritos croatas aún apoyaban a la oposición. A pesar de las promesas de apertura del Gobierno, no hubo cambios en el censo electoral y se mantenía el terror estatal en Macedonia. Para los nacionalistas croatas, su programa político seguía teniendo precedencia ante el social. Los primeros contactos entre Stojadinović y Maček en 1935 habían fracasado.
A comienzos de 1937, trató de volver a lograr un acuerdo con Maček pero este, incólume en las recientes elecciones, mantuvo sus exigencias. Stojadinović trató entonces de minar la base de su adversario con las medidas a favor de los campesinos y un intento de concordato con la Santa Sede, creyendo que así se ganaría las simpatías del agro croata, católico. Este, que se había firmado el 25 de julio de 1935 no había sido ratificado por la hostilidad de la Iglesia ortodoxa serbia. Su intento de aprobar la ley en 1937 le granjeó la enemistad de esta mientras que los votantes croatas, más interesados en sus demandas políticas que en la religión, no le respaldaron.
El concordato, que fue ratificado por la Cámara Baja, pero no llegó a serlo por el Senado, supuso un error político del primer ministro, que se vio forzado a abrogarlo en 1938, tras el desinterés croata y la hostilidad de la Iglesia serbia.
En el otoño de 1937, el primer ministro reorganizó su formación para controlarla mejor y comenzó a adoptar la parafernalia fascista, tratando de dar a su Gobierno el respaldo de un movimiento de masas, sin excesivo éxito. El 8 de octubre de 1937 la oposición moderada, formada por los Campesinos croatas y varios partidos serbios, firmaron un acuerdo de cooperación contra el régimen, que fue bien recibido por la población. La oposición reunida exigía una nueva ley electoral, nuevas elecciones libres y la formación de una asamblea constituyente que redactase una nueva Constitución con aprobación general.
Con el campesinado contento por su capacidad de vender sus productos en Alemania y obtener de ella productos industriales asequibles y las aparentes victorias diplomáticas que debían haber aislado a Maček, el primer ministro adelantó las elecciones a diciembre de 1938, seguro de su triunfo. A pesar de celebrarse sin voto secreto, los comicios supusieron una derrota para el primer ministro, que solamente obtuvo el 54,1 % de los votos frente a los 44,9 % de la oposición. La distribución del voto también reflejaba la división política que no había logrado eliminar: mientras el Gobierno había obtenido el 70 % de los votos en la antigua Serbia, la oposición había logrado el 80 % de los sufragios en los territorios con población croata. Los miembros croatas y eslovenos se retiraron del gabinete, debilitando al primer ministro.
La víspera de la apertura del parlamento, el 15 de enero de 1939, los diputados de Maček se reunieron en Zagreb, sin intención de acudir a Belgrado, y proclamaron su indiferencia hacia el parlamento yugoslavo, amenazando indirectamente con la guerra civil. Ante el deterioro de la situación internacional y el de la oposición, a pesar de su reciente victoria moral en las elecciones, el regente Pablo comenzó conversaciones secretas con Maček. Cuando este mostró su disgusto por el primer ministro el regente lo destituyó el 6 de febrero de 1939, colocando en su lugar al maleable Dragiša Cvetković, dispuesto a seguir las directrices de Pablo.

#### El gobierno del regente
A comienzos de la primavera de 1939 y con la nueva crisis internacional por la desaparición de Checoslovaquia en marzo, Maček y Cvetković mantuvieron contactos para tratar de lograr un acuerdo político. Maček continuaba a la vez su alianza con la oposición serbia con el fin de lograr el establecimiento de un régimen democrático y los contactos secretos con Mussolini sobre el posible apoyo italiano a la independencia de los territorios croatas. Maček deseaba obtener concesiones claras del régimen mientras que el regente consideraba el acuerdo con el dirigente croata necesario por la creciente tensión internacional que podía desembocar en cualquier momento en una guerra y creía que libraría al régimen de su necesidad de liberalizarse y debilitaría a los opositores más radicales como los ustachas.
Tras largas negociaciones, el acuerdo (conocido como Sporazum) solo se alcanzó el 20 de agosto de 1939, días antes del estallido de la Segunda Guerra Mundial y se anunció seis días después. El pacto comportaba la creación de una nueva unidad administrativa croata con autonomía, un Parlamento propio y un gobernador nombrado por el trono y responsable ante este y el Gobierno autónomo, pero no ante el central, quedando la nueva provincia (que contaba con un 27 % del territorio y un 29 % de la población del país) unida al resto de la nación a través del monarca.
Se formó un nuevo gabinete con varios ministros de la oposición. El 26 de agosto de 1939 Maček se convirtió en vice primer ministro del Gobierno y cuatro de sus correligionarios tomaron carteras ministeriales. Se disolvieron las dos cámaras legislativas, se anunció la promulgación de una nueva ley electoral que debía preceder a los comicios previstos y se dio potestad al Gobierno para que administrase el país mediante decretos hasta que se eligiesen las nuevas Cortes. El acuerdo no logró, sin embargo, su objetivo de acabar con el problema nacionalista en el país: los bosníacos, serbios y eslovenos deseaban obtener la misma autonomía recién concedida a los croatas, los serbios de Croacia se sentían desamparados ante la nueva autonomía y los nacionalistas croatas extremistas, cada vez más numerosos, pensaban que las concesiones obtenidas eran insuficientes. Maček había destruido además la unidad de la oposición en sus negociaciones con el Gobierno, pues sus aliados serbios se habían opuesto a ellas y acusaron al dirigente croata de traicionar la causa democrática.

### Política exterior

Países de la Pequeña Entente y su principal adversario, Hungría. Los aliados de Checoslovaquia permitieron la agresión alemana sin apenas respaldar al Gobierno de Praga.

El asesinato del rey en octubre de 1934, que contó con la complicidad de Hungría e Italia y se produjo por la incompetente vigilancia de la policía francesa, aumentó enormemente la tensión con estos países. Francia y Gran Bretaña, interesados en ganarse el apoyo de Mussolini contra Hitler, no permitieron, sin embargo, que se culpase a Italia de las muertes durante la investigación y en la Sociedad de Naciones. Desilusionada por el papel de Francia, el principal aliado tradicional de Yugoslavia, esta fue acercándose a la Alemania nazi, con la que no tenía conflictos, y mejoró temporalmente la relación con Italia, logrando neutralizar el apoyo fascista a los terroristas ustachas entre 1937 y 1941. En septiembre de 1936, tras haber participado en vano y con gran daño económico en el embargo económico a Italia, los dos países firmaron un acuerdo económico.
La formación de un nuevo Gobierno de coalición con Stojadinović al frente supuso un alejamiento de la tradicional orientación profrancesa de la política exterior yugoslava. Paulatinamente hubo un acercamiento a las potencias fascistas. Dos razones que facilitaron el nuevo acercamiento a estas fueron la disposición alemana a comprar la producción agrícola yugoslava en un momento en que los mercados externos habían desaparecido para esta, y el que el primer ministro las tuviese por modelos ideológicos y de organización. Contaba en esto con el apoyo del conservador ministro esloveno Anton Korošec. Francia y el Reino Unido, por el contrario, no mostraron interés en aumentar el comercio con Yugoslavia, que carecía de las divisas para comprar sus productos. La tradicional hostilidad italiana dio paso a una mayor cercanía, que se reflejó en el tratado de amistad entre las dos naciones firmado en marzo de 1937. Este eliminó además el anterior apoyo italiano a los ultranacionalistas croatas ustachas.
| Porcentaje de exportaciones por países (por valor, 1931-1935) |
|                                                               |
| Según Hoptner, p. 95.                                         |

| Porcentaje de exportaciones por países (por valor, 1936-1939) |
|                                                               |
| Según Hoptner, p. 95.                                         |

| Leyenda: Francia Gran Bretaña Checoslovaquia Rumanía Grecia Turquía Austria Hungría Italia Alemania |

| Porcentaje de importaciones por países (por valor, 1931-1935) |
|                                                               |
| Según Hoptner, p. 95.                                         |

| Porcentaje de importaciones por países (por valor, 1936-1939) |
|                                                               |
| Según Hoptner, p. 95.                                         |

| Leyenda: Francia Gran Bretaña Checoslovaquia Rumanía Grecia Turquía Austria Hungría Italia Alemania |

La pasividad franco-británica ante la remilitarización de Renania en marzo de 1936 convenció aún más a Stojadinović de la necesidad de ganarse el favor de Alemania, cuyo poder crecía. Dos semanas después de la crisis otorgaba a Krupp la modernización de los altos hornos de Zenica, desechando a los competidores franceses y checoslovacos, teóricos aliados. La sucesión de acuerdos económicos con Alemania produjo la dependencia económica yugoslava del Reich ya a mediados de 1938. Stojadinović cambió la dependencia diplomática de Francia por la económica de Alemania. Los intentos posteriores de Francia y Gran Bretaña por equilibrar la influencia alemana fracasaron ante el escaso ímpetu y desinterés e Italia no contaba con el potencial económico para hacer sombra a Alemania.
El primer ministro logró mejorar las relaciones con las potencias fascistas, con las hostiles Bulgaria y Hungría, sin por ello romper con Francia y Gran Bretaña ni abandonar la Entente de los Balcanes. Permitió sin problema alguno la anexión de Austria por Alemania en marzo de 1938 y el septiembre no acudió en auxilio de su aliado teórico, Checoslovaquia frente a las amenazas alemanas.
Tras el relevo de Stojadinović en febrero de 1939, Italia se apresuró a ocupar Albania el 7 de abril de 1939, como había acordado con este, y Alemania se contentó con la inclusión del antiguo embajador en Berlín como ministro de Asuntos Exteriores del nuevo Gobierno bajo el control del regente Pablo. En marzo la desaparición de Checoslovaquia le costó a Yugoslavia el perder la principal fuente de armamento y el traspaso de las inversiones checoslovacas a Alemania. Mussolini estableció contacto además con los Campesinos croatas con la intención de desestabilizar el Gobierno. Las relaciones italo-yugoslavas volvieron a empeorar. Al comienzo, sin embargo, Alemania e Italia decidieron no apoyar los intentos de desmembramiento del país, siempre que este mantuviese su reciente cercanía al Eje. Los yugoslavos se apresuraron a asegurar su futura neutralidad y a no ingresar en ninguna coalición contra italianos y alemanes. A pesar de los intentos de intimidación alemanes, el regente se negó a abandonar la Sociedad de Naciones o la Entente de los Balcanes. En mayo el país envió en secreto sus reservas de oro al Reino Unido, que luego se trasladaron a la sede de la Reserva Federal estadounidense en Nueva York.
La situación de Yugoslavia en Europa fue deteriorándose poco a poco. Tras el estallido de la Segunda Guerra Mundial, Yugoslavia declaró inmediatamente su neutralidad. Los beligerantes aprobaron la postura yugoslava: Alemania deseaba mantener el suministro de materias primas yugoslavas y los Aliados no estaban en situación de exigir más del Gobierno de Belgrado. Italia, sin embargo, se mostró más belicosa. En enero de 1940 Mussolini aprobó volver a reunirse con Pavelić. En junio de 1940, capituló el principal aliado de Yugoslavia, Francia, tras haberlo hecho poco antes Bélgica y los Países Bajos. En el verano Hitler prohibió el ataque italiano a Yugoslavia, para el que Mussolini había ordenado preparar un plan de campaña. En el otoño, las naciones vecinas fueron cayendo bajo dominio alemán, firmando una tras otra el Pacto Tripartito (Rumanía el 23 de noviembre de 1940, Hungría el 20 de noviembre de 1940 y Bulgaria el 1 de marzo de 1941). El ataque italiano a Grecia de octubre de 1940, que acabó con la derrota temporal italiana y la necesidad de auxilio alemán a su aliado, complicó aún más la situación de la neutral Yugoslavia. Hitler deseaba asegurarse la cooperación o clara neutralidad yugoslava para su prevista ofensiva contra Grecia.
A pesar de la tradicional actitud hostil de la familia real yugoslava al régimen soviético, el deterioro de la situación internacional y la necesidad de un contrapeso al creciente dominio alemán aconsejaron revisar la situación. El marzo de 1940 comenzaron las conversaciones con la Unión Soviética, que llevaron a la firma de un tratado comercial el 13 de mayo de 1940 y al establecimiento de relaciones diplomáticas en junio. Un posterior ofrecimiento soviético de armamento en noviembre no llegó a fructificar.
Rodeada y dependiente económicamente de Alemania, Yugoslavia se vio presionada dada vez más por Hitler para suscribir el Pacto Tripartito, alternativamente mediante amenazas veladas y ofrecimientos diversos. La insistencia se agudizó a partir de diciembre de 1940, pero Yugoslavia resistió las presiones durante varios meses a principios de 1941. Con su suministrador habitual de armamento (la fábrica checoslovaca Škoda) en manos alemanas, sin alternativa para abastecerse de armas, con una industria propia insuficiente para hacerlo y unas comunicaciones deficientes, el Ejército yugoslavo se encontró en una situación desesperada ante las amenazas alemanas. Su despliegue era además inadecuado: estaba apostado a lo largo de las fronteras por motivos políticos.
Ante esta situación, el 25 de marzo de 1941 el Gobierno del regente firmó el Pacto en Viena, con las salvedades logradas de los alemanes: el compromiso de no estacionar tropas y no utilizar el territorio yugoslavo para la campaña contra Grecia.

## Preludio a la guerra

División de Yugoslavia tras la derrota de abril de 1941.

### Política interior
El descontento serbio ante lo que se consideró una capitulación se tradujo en el golpe de Estado del 27 de marzo de 1941, organizado principalmente por ciertos oficiales de las fuerzas aéreas. El general Dušan Simović, jefe de las fuerzas aéreas, formó un nuevo Gobierno. Mientras la multitud celebraba el golpe en las calles de Belgrado, en Liubliana y Zagreb esta acción no despertó entusiasmo y se interpretó como la decisión unilateral serbia de entrar en guerra. El regente se exilió y se proclamó la mayoría de edad del rey Pedro II.
A pesar de la impresión en la calle y en el extranjero, Simović trató desesperadamente de calmar a los alemanes, declarando su intención de mantener los compromisos del país, incluido el Pacto recién rubricado, y nombrando un ministro de Asuntos Exteriores teóricamente proalemán.

### Política exterior
Hitler rechazó los intentos de reconciliación del nuevo Gobierno, ordenando a las pocas horas del golpe al Ejército la inmediata invasión del país, que comenzó el 6 de abril de 1941 con un brutal bombardeo de Belgrado. El día anterior el Gobierno yugoslavo, tratando de reforzar su posición, suscribió un acuerdo de amistad y no agresión con la Unión Soviética, que finalmente no le reportó ninguna ayuda.
El día 10 de abril de 1941, los ustacha proclamaron la independencia del nuevo Estado Independiente de Croacia. El 12 cayó Belgrado. El 17 se rindieron los restos del Ejército y el Gobierno y el rey partieron al exilio; se instalaron primero en Atenas, luego en Jerusalén y finalmente en Londres.

## Evolución social y económica

### El problema de la agricultura
A pesar de la reforma agraria aplicada tras la Primera Guerra Mundial, la suerte del campesinado, la principal clase social del país, no mejoró. El rápido aumento de la población, el desinterés del Gobierno, la diferencia de precios entre los productos agrícolas, más baratos, y los industriales, más caros, la falta de crédito y los excesivos impuestos eran las principales causas de las penurias de los campesinos. La emigración se tornó imposible como solución a la pobreza por los impedimentos instaurados por los países tradicionalmente receptores y se limitó a un balance de 57 237 personas entre 1930 y 1938. El crecimiento industrial era tan exiguo que solamente podía absorber a un pequeño porcentaje de la creciente población; en consecuencia la superpoblación del agro aumentó. Se calcula que en 1931 el 61,5 % del campesinado era innecesario para la escasa productividad yugoslava. La incapacidad de los campesinos para ahorrar lastraba el desarrollo industrial y comercial, puesto que la falta de ahorros limitaba el crédito. La ausencia de ahorros tampoco permitía invertir en las mejoras necesarias para aumentar la productividad de la tierra. La pequeñez de la mayoría de las fincas tampoco favorecía la mecanización, muy cara. La mayoría de los hogares campesinos, salvo al norte del país, se limitaban a una economía de subsistencia con métodos de producción primitivos. La dieta campesina, pobre y centrada en los cereales y la patata, facilitaba la producción de excedentes agrícolas para la exportación, no por la gran producción, sino por el escaso consumo interno. La productividad era escasa.
Por su parte el Gobierno tampoco mostró gran interés en la agricultura: si en 1929 el presupuesto del Ministerio de Agricultura era del 1,06 % del total, en 1931 se había reducido al 0,76 %. Tampoco aplicó las medidas necesarias para asegurar el crédito a la mayoría de los labradores por la falta de avales. En 1932 el 35,7 % de los hogares rurales se hallaban endeudados y gran parte del resto necesitaba crédito, que no lograba. El año anterior se calculaba que la deuda de los campesinos alcanzaba a más del 80 % de sus ingresos de ese año. El 45 % de esas deudas se encontraban en manos de usureros.
El reparto de la carga impositiva, con un 76,3 % en impuesto indirectos en 1931-1932, perjudicaba significativamente a los campesinos. Se calcula que más del 40 % de los magros ingresos campesinos se dedicaban al pago de impuestos. El uso de los impuestos recaudados tampoco satisfacía a los labradores, que sentían que no revertían en su bienestar: el reparto del presupuesto en efecto favorecía a los ministerios de Defensa e Interior, en menoscabo de los de Salud o Agricultura, por ejemplo. La política arancelaria benefició a las zonas más industrializada, pero perjudicó a las fundamentalmente rurales.
Las medidas estatales para mejorar la producción o reducir la deuda fueron insuficientes para frenar el empobrecimiento de la población rural. El 67,8 % del campesinado carecía de las tierras necesarias para subsistir (un mínimo de cinco hectáreas) en 1931. Yugoslavia sufría de una escasez de tierra cultivable para su elevada población rural.
Las condiciones de vida de la población, en general, eran de pobreza, que empeoró con la llegada de la Gran Depresión. La extendida malnutrición llevó también a la abundancia de enfermedades, a lo que también coadyuvaron los problemas de vivienda y la falta de higiene. Las viviendas en general eran de escasa calidad. En la región de Zagreb, no de las más pobres del país, el 73,2 % de los hogares campesinos contaba con una única habitación para todas las actividades de la familia; en el 63,4 % de las viviendas, cinco o más miembros debían dormir en la misma habitación y el 48,7 % no contaba con letrinas. Los habitantes más pobres de las ciudades, que constituían la mayoría de la población urbana, vivían en condiciones iguales o peores. Las condiciones higiénicas, tanto por tradición como, principalmente, por la pobreza, eran deficientes, y hacían que el país sufriese un alto índice de enfermedades: era el mayor de Europa en tuberculosis (19,9 por 10 000), que afectaba a cerca de medio millón de personas de una población de quince millones. La malaria afectaba a más de un 4 % de la población y la sífilis también se encontraba muy extendida. Los intentos públicos por mejorar la salud de la paupérrima población fueron exiguos.

### Desarrollo social
El Estado realizó grandes esfuerzos para reducir el analfabetismo de la población, de distribución muy irregular según las regiones (menor en el norte y mayor en el sur), aumentando notablemente el número de escuelas primarias y de profesores. Aun así el índice de analfabetismo apenas se redujo del 51,5 % en 1921 al 40 % en 1940. El sistema educativo primario estaba bajo el control directo del Gobierno central y no estaba exento de corrupción y favoritismo por parte de los ministros del momento. La relativa independencia de las universidades, por el contrario, unida a la percepción de injusticia y desigualdad entre los muchos estudiantes de origen humilde, llevó a la formación de numerosos radicales entre estos, que carecieron de poder político durante el periodo monárquico.
En las dos décadas que transcurrieron entre las guerras mundiales, se promulgaron una serie de leyes laborales y de seguridad social que resultaron, empero, insuficientes.

### Los intentos de industrialización
Como alternativa al desarrollo agrario, el Estado trató de favorecer la industrialización. En vísperas de la contienda mundial, los ferrocarriles, telégrafos, teléfonos, radios, la mayoría de los bancos, de la flota mercante fluvial, de los puertos comerciales y de algunas minas, aserrerías y otras industrias eran propiedad estatal. Para promocionar la industria el Gobierno aplicó altos aranceles a la importación y trató de atraer el crédito extranjero. Las política arancelaria favoreció a la industria, si bien en perjuicio de la agricultura. La mayoría de las inversiones industriales del periodo se financiaron con crédito del exterior. En el periodo de entreguerras creció la diferencia entre las regiones más industrializadas (el norte y noreste del país) y las que lo estaban menos: la pujanza de la industria fue mayor donde ya existía antes de la creación del reino, agudizándose las diferencias.
Pese a la expansión de la industria, especialmente de la relacionada con la transformación de productos agrícolas y de la textil, el crecimiento fue insuficiente para absorber el rápido aumento de la población. Entre 1918 y 1939 la población aumentó en cuatro millones, mientras que el número de obreros industriales solo lo hizo en 385 000 personas. Las fábricas a final del periodo tampoco eran capaces de vender todo lo que podían producir, tanto por el escaso poder adquisitivo nacional como por las medidas proteccionistas de los países vecinos. La minería, más importante que en otros países de la región por la riqueza del país en diversos yacimientos, tampoco empleaba a un porcentaje significativo de la población. La propiedad de las minas se hallaba, además, en manos extranjeras.

### Comercio
Dada la preeminencia de la agricultura en Yugoslavia, la mayoría de sus exportaciones eran de productos del campo. La mayoría del comercio internacional se concentraba, además en países potencialmente hostiles y revisionistas. En 1930 el 57,7 % de su comercio exterior se realizó con Italia, Austria y Alemania. La depresión mundial redujo además drásticamente los intercambios comerciales: en 1932 estos solo representaban el 38,7 % del valor de los realizados en 1929.
Los precios de los productos agrícolas, base de los ingresos de la mayoría de la población, también se hundieron. La reducción de la importación de materias primas y productos agrícolas de Europa Central y Occidental permitió a Alemania hacerse con la hegemonía comercial en la región gracias a su disposición a absorber gran parte de las exportaciones y pagar precios superiores a los del mercado libre. Desde 1933 la balanza de pagos con Alemania se fue haciendo cada vez más positiva para Yugoslavia, pero a la vez aumentó la dependencia económica del país, así como la de sus vecinos hacia el Reich. Los intentos de reducir la dependencia fracasaron y de hecho esta aumentó tras la reducción del comercio con Italia durante la aplicación de sanciones económicas entre noviembre de 1935 y septiembre de 1936. Desde 1936 en adelante, Alemania se convirtió en el primer socio comercial, con creciente importancia. En 1939, tras la anexión de Austria en 1938 y de la parte checa de Checoslovaquia en 1939, Alemania controlaba más del 50 % de las importaciones y de las exportaciones yugoslavas. En octubre de 1939, hubo de otorgar concesiones comerciales al Eje y reducir el consumo nacional para cumplir con las cuotas establecidas. Con la derrota de Bélgica, Holanda y Francia en la primavera de 1940, el país quedó bajo dominio económico alemán incluso antes de la invasión de abril de 1941.

## Balance del periodo
La dictadura del rey Alejandro no logró sus objetivos de acabar con los problemas de los nacionalismos regionalistas ni de la precaria situación económica de gran parte de la población. La posterior regencia de su primo Pablo tampoco lo consiguió. A pesar del acuerdo de último momento con la oposición croata de Maček, el resto de comunidades mantuvo su descontento y los más extremistas entre los propios croatas no quedaron satisfechos con el pacto.
A pesar de la cantidad de materias primas disponibles en el país, no se desarrolló una industria potente y la que existía dependía en gran medida de capital y expertos extranjeros. Las facilidades de inversión al capital extranjero atrajeron ciertas inversiones, pero convirtieron la economía nacional en semicolonial. A pesar de los intentos estatales, especialmente a final de los años treinta, de potenciar la industria, el crecimiento de esta no bastó para absorber el crecimiento de la población ni para paliar la pobreza del campo, ni para asegurar un crecimiento económico estable para el país. La agricultura, que ocupaba al 79 % de la población de 1921, continuaba empleando al 75 % de esta en 1938. Los sucesivos Gobiernos tampoco dedicaron la atención necesaria a la agricultura, contentándose con una reforma agraria tras la Primera Guerra Mundial que no logró mejorar la suerte de los campesinos. Cuando llegó la Gran Depresión, un gran porcentaje de los campesinos que conseguían crédito, habitualmente a intereses de usura, acumularon grandes deudas que los distintos Gobiernos trataron en vano de reducir. No se solucionó el acceso al crédito del campesinado.
Cuando llegó la guerra, la población se hallaba desilusionada, los reclutas croatas trataron de evitar acudir al frente, desertaron o se negaron a combatir, mientras que los serbios no fueron ni una sombra del Ejército de la Primera Guerra Mundial. El régimen se había ganado el rechazo de todas las comunidades y la oposición, oportunista y frívola, tampoco había sostenido una postura constructiva. A pesar de dedicarse cerca del 50 % del presupuesto estatal al Ejército a costa de las mejoras en el campo, las fuerzas armadas no lograron resistir el embate del Eje.